# Погвіздув (Сілезьке воєводство)
Погвіздув (пол. Pogwizdów) — село в Польщі, у гміні Гажлях Цешинського повіту Сілезького воєводства.
Населення — 3695 осіб (2011).
У 1975-1998 роках село належало до Бельського воєводства.

## Демографія
Демографічна структура станом на 31 березня 2011 року:
|          | Загалом | Допрацездатний вік | Працездатний вік | Постпрацездатний вік |
| -------- | ------- | ------------------ | ---------------- | -------------------- |
| Чоловіки | 1836    | 466                | 1270             | 100                  |
| Жінки    | 1859    | 406                | 1220             | 233                  |
| Разом    | 3695    | 872                | 2490             | 333                  |